# Берегова (Кемеровський округ)
Берегова́ (рос. Береговая) — присілок у складі Кемеровського округу Кемеровської області, Росія.

## Населення
Населення — 1974 особи (2010; 1824 у 2002).
Національний склад (станом на 2002 рік):
- росіяни — 96 %